# Chasing Ice
Chasing Ice é um documentário americano de 2012 dirigido por Jeff Orlowski. Foi nomeado ao Oscar 2013 na categoria de Melhor Canção Original por "Before My Time".